# Eusceptis effusa
Eusceptis effusa là một loài bướm đêm trong họ Noctuidae.